# Baia di Hawke
La baia di Hawke (in maori Te Matau-a-Māui, "L'amo di Maui"; in inglese Hawke Bay) è un'ampia baia situata sulla costa orientale dell'Isola del Nord della Nuova Zelanda.
Si estende per circa 100 km dalla penisola di Mahia a nordest fino a Cape Kidnappers a sudovest.
Il 12 ottobre 1769 James Cook, al comando della nave HMS Endeavour, entrò nella baia e, dopo averla esplorata, il 15 ottobre le diede il nome attuale in onore di sir Edward Hawke, primo lord dell'ammiragliato.